# Soul Militia
Soul Militia (conocidos hasta 2002 como 2XL) es un grupo de hip hop de origen estonio, mayormente conocidos por haber representado a su país en el Festival de la Canción de Eurovisión 2001 con la canción "Everybody", junto a Tanel Padar y Dave Benton, con la que se alzaron con la victoria.
El grupo está integrado por Lauri Pihlap ("Lowry"), Sergei Morgun ("Semy") y Kaido Põldma ("Craig"). Un cuarto miembro, Indrek Soom ("Ince"), dejó el grupo en 2004. 
2XL fue originalmente fundado por Morgun y Soom en 1997. 
Años más tarde, ellos participaron en Eurolaul 2007 con la canción "My Place", con la que finalizaron en el 5° puesto.

## Integrantes

### Actuales miembros
- Lauri Pihlap ("Lowry")
- Sergei Morgun ("Semy")
- Kaido Põldma ("Craig")

### Antiguos miembros
- Indrek Soom ("Ince") (1997-2004)

## Discografía

### Álbumes de estudio
- On the Rise (2002)
- Silence Before the Storm (2004)

### Sencillos
- "Whutcha Want" (2002)
- "Mind Made Up" (2002)
- "Freak In Me" (2003)
- "Hey Mami" (2003)
- "Say It" (2004)
- "Tõmbab Käima" (junto a Chalice)
- "Never Go Away" (2005)
- "Tule Kui Leebe Tuul" (2006)
- "My Face" (2007)